# 喜翔
喜翔（1956年12月7日—），臺灣男演員， 本名金介文，曾獲第47屆、第49屆、及第53屆金鐘獎迷你劇集男配角獎，於第48屆香港國際電影節獲得新秀電影競賽（華語）最佳男演員。2025年以電影《春行》榮獲第6屆台灣影評人協會獎『最佳男演員獎』。

## 生平
1973年，喜翔以十七歲之齡進入演藝圈。他曾拍過多部電影，並於2012年以公視人生劇展《老街狂想曲》榮獲電視金鐘獎迷你劇集男配角獎、2014年再以中視迷你劇《菸蒂》拿下同一獎項。
喜翔父親金超白也是導演與監製，曾與主持人張小燕合作；母親出身霧峰林家，家境不錯，但他年輕時好勇鬥狠、風流貪玩，高中換了九所。高一時便因打架損傷了視力，終致右眼失明。他坦承父親於2007年過世後，自己才改變生活方式，目前他投資LED燈事業，營收不錯。
1992年與狄鶯的姊姊狄玫未婚生下兒子Benjamin，在美國俄亥俄州出生長大。Benjamin的職業為執業醫師，2017年9月已與義大利籍的妻子結婚。

## 演出作品

### 長篇電影
- 最後的一吻（1975）
- 秋歌（1976）...董竹偉
- 龍王三太子（1977）
- 獨臂俠大戰獨臂俠（1977）
- 成功嶺上（1979）
- 斷指老么（1979）
- 浪子名花金光黨（1980）
- 十八個女兒要出嫁囉（1980）
- 跟屁蟲（1981）
- 臨時抱佛腳（1981）
- 女王蜂（1981）
- 動員令（1982）
- 七武士（1982）
- 血濺歸鄉路（1982）
- 觀世音與海龍王（1982）
- 新火燒紅蓮寺（1982）
- 風水二十年（1983）
- 最長的一夜（1983）
- 洪隊長（1984）
- 我是中國人（1986）
- 好男好女（1995）
- 去年冬天（1995）
- 南國再見，南國（1996）
- 總舖師（2013）...鬼頭師
- 想飛（2014）...張家豪的父親
- 牡丹（2014）...
- 黑白（2016）...豬肉生
- 擺渡人(2016)...毛爸
- 地圖的盡頭（2017）...海旺叔
- 盜命師（2017）...肉仁
- 老大人（2018）...益正
- 蚵豐村（2019）...順明
- 親愛的殺手（2020）...父親
- 高山上的熱氣球（2022）...陳天耀
- 動物感傷の清晨（2022）...
- 春行（2024）...
- 角頭—大橋頭（2024）...喜爺
- 金盆洗手（2024）...
- 惡潮（2025）...
- 角頭—鬥陣欸（2025）...喜爺

### 長篇劇集
- 波麗士大人（2008）…俊維爸爸
- 天平上的馬爾濟斯（2008）…郭永進
- 就是要香戀（2010）…佑明
- 刺蝟男孩（2013）…日昇董事長
- 幸福返鄉30+（2014）…阿助師
- 700歲旅程（2016）…李天勇(勇伯)
- 靈異街11號（2019）…鍾武明
- 金愛演真探團（2020）…刑警
- 第三佈局 塵沙惑（2021）…楊耀福
- 有生之年（2023）…高正隆
- 商魂（2024）…莊少爺
- 角頭影集（2024）…喜爺

### 電視電影
- 歸途（2012）…龍哥
- 老街狂想曲（2012）…文良
- 菸蒂（2014）…阿達爸爸
- 臉盲（2014）…老詹
- 無敵戰艦協和號（2014）…老宗
- 醒來（2014）…聰哥
- 愛神卡拉OK（2015）…林桑
- 乍暖（2015）…爸爸
- 神的孩子（2016）
- 凌晨2點45分（2016）…阿標
- 濁流（2017）…羌仔
- 回魂（2017）…鬼父
- 再看我一眼（2017）…鬼父
- 阮氏碧花與她的兩個男人（2018）…蔡家宏
- 淚滴卡卡（2018）…羅父
- 失父招領（2019）…葉啟龍
- 「76号恐怖書店之恐懼罐頭」-《計程車》（2020）…吳毅安
- 小春與豬排（2020）…阿旺
- 高山上的熱氣球（2021）…陳天耀
- 濱西小鎮（2021）…阿忠
- 暗夜計程車（2022）…國華

### 迷你劇集
- 城市·獵人（2012）…羅賴把
- 魂囚西門（2019）…沈金城
- 良辰吉時（2022）…洪寶強、段老爸
- 誰是被害者2（2024）…林景瑞

### 廣告
- 朕是老大Online(朕是老大-天子打賞篇)（2014）

## 幕後工作作品
- 跟屁蟲（製片，1981）
- 何姨十三金釵（製片，1986）
- 去年冬天（製片，1995）
- 好男好女（監製，1995）
- 南國再見，南國（監製、編劇，1996）

## 獎項
| 年份   | 頒獎典禮                   | 獎項                       | 影片                       | 角色     | 結果 |
| ------ | -------------------------- | -------------------------- | -------------------------- | -------- | ---- |
| 2012年 | 第47屆金鐘獎               | 迷你劇集／電視電影男配角獎 | 《老街狂想曲》             | 文良     | 獲獎 |
| 2014年 | 第49屆金鐘獎               | 迷你劇集／電視電影男主角獎 | 《無敵戰艦協和號》         | 老宗     | 提名 |
| 2014年 | 第49屆金鐘獎               | 迷你劇集／電視電影男配角獎 | 《菸蒂》                   | 阿達爸爸 | 獲獎 |
| 2015年 | 第50屆金鐘獎               | 迷你劇集／電視電影男配角獎 | 《愛神卡拉OK》             | 林桑     | 提名 |
| 2018年 | 第53屆金鐘獎               | 迷你劇集／電視電影男配角獎 | 《阮氏碧花與她的兩個男人》 | 蔡家宏   | 獲獎 |
| 2019年 | 第21屆台北電影獎           | 最佳男主角                 | 《蚵豐村》                 | 順明     | 提名 |
| 2019年 | 第21屆台北電影獎           | 最佳男配角                 | 《老大人》                 | 益正     | 提名 |
| 2019年 | 第54屆金鐘獎               | 迷你劇集／電視電影男配角獎 | 《淚滴卡卡》               | 羅父     | 提名 |
| 2021年 | 第12屆青年電影手冊年度盛典 | 年度男演員                 | 《蚵豐村》                 | 順明     | 提名 |
| 2024年 | 第26屆台北電影獎           | 最佳男主角                 | 《春行》                   | 欽福     | 提名 |
| 2024年 | 第61屆金馬獎               | 最佳男主角                 | 《春行》                   | 欽福     | 提名 |
| 2025年 | 第6屆台灣影評人協會獎      | 最佳男演員                 | 《春行》                   | 欽福     | 獲獎 |

## 外部連結
- 喜翔的Facebook專頁
- 喜翔在互联网电影资料库（IMDb）上的資料（英文）
- 喜翔在香港影庫上的簡介
- 喜翔在豆瓣上的资料（简体中文）